# Maud Nycander
Maud Hanna Bodil Nycander (28. september 1960 i Järfälla i Sverige) er en svensk dokumentarist og fotograf.
I filmen Brev till paradiset fra 1989 havde Nycander en filmrolle og agerade endog stillbilledfotograf. I 1990'erne arbejdede hun som journalist på samfundsprogrammet Elbyl, der sendtes på SVT. Siden 2001 er Nycander en anerkendt dokumentarist. I 2008 vandt hun en Guldbagge for den bedste dokumentarfilm for Nunnan.

## Filmografi
- 1989 – Brev till paradiset (skuespiller)
- 1998 – Välkommen till förorten
- 2001 – Häktet
- 2002 – Huvet i hissen
- 2004 – The Latin Kings
- 2005 – Mellan rum
- 2005 – Kärlek och fiskpinnar
- 2006 – Rum för sjuka själar
- 2007 – Nunnan
- 2009 – Konstnärinnan på avd. 22
- 2007 – Fotografen från Riga
- 2011 – Sluten avdelning